# پالاره
پالاره (به ایتالیایی: Pallare) یک کومونه در ایتالیا است که در استان ساونا واقع شده‌است. پالاره ۲۱٫۳ کیلومتر مربع مساحت و ۹۵۲ نفر جمعیت دارد.